# عبد الله سيسيه (لاعب كرة قدم غيني)
عبد الله سيسيه (بالفرنسية: Abdoulaye Cissé)‏ (مواليد 30 نوفمبر 1994) هو لاعب كرة قدم غيني يلعب حاليًا لصالح نادي أنجيه.

## روابط خارجية
- عبد الله سيسيه على موقع قاعدة بيانات كرة القدم.إي يو (الإنجليزية)
- عبد الله سيسيه على موقع قاعدة بيانات كرة القدم.إي يو (الإنجليزية)
- عبد الله سيسيه على موقع قاعدة بيانات كرة القدم.إي يو (الإنجليزية)
- عبد الله سيسيه على موقع ناشيونال فوتبول تيمز (الإنجليزية)
- عبد الله سيسيه على موقع Soccerway.com (الإنجليزية)
- عبد الله سيسيه على موقع AS.com (الإسبانية)